# CANX 1
CANX 1 ou CanX 1, acrônimo de Canadian Advanced Nanospace eXperiments 1, é um Satélite miniaturizado canadense lançado no dia 30 de junho de 2003 por um foguete russo Rokot a partir do cosmódromo de Plesetsk.

## Características
A missão do CanX 1, de 1 kg de massa e construído pelo Instituto de Estudos Aeroespaciais da Universidade de Toronto, para servir de demostrador de tecnologias espaciais de baixo custo. Entre outras tecnologias, ele leva a bordo:
- Uma CPU baseado no microprocessador ARM de Atmel.
- Células solares de tripla junção de Arsenieto de gálio.
- Câmeras CMOS para observação terrestre e acompanhamento estelar.
- Controle magnético ativo para estabilização nos três eixos.